# Años 450
Los años 450 o década del 451 empezó el 1 de enero del 450 y terminó el 31 de diciembre del 459.

## Acontecimientos
- Turismundo sucede a Teodorico I como rey de los visigodos en 451; reinará hasta 453.
- Teodorico II sucede a Turismundo como rey de los visigodos en 453; reinará hasta 466.
- Agiulfo sucede en 456 a Requiario como rey de los suevos; reinará hasta 457.
- Framtán sucede en 457 a Agiulfo como jefe de los suevos, hasta h. 458. Se suceden una serie de personajes como jefes de los suevos, entre 458 y hasta alrededor de 463: Maldrás, Requismundo, Remismundo y Frumario.
- Batalla del río Órbigo